# مهدي شيري
مهدي شيري (31 يناير 1991 بطهران في إيران - ) هو لاعب كرة قدم إيراني في مركز الوسط. شارك مع منتخب إيران تحت 23 سنة لكرة القدم. أما مع النوادي، فقد لعب مع نادي ملوان ونادي نفط طهران ونادي نيروي زميني.

## وصلات خارجية
- مهدي شيري على موقع قاعدة بيانات كرة القدم.إي يو (الإنجليزية)
- مهدي شيري على موقع Soccerway.com (الإنجليزية)
- مهدي شيري على موقع عالم كرة القدم.نت (الإنجليزية)